# Bhikshu

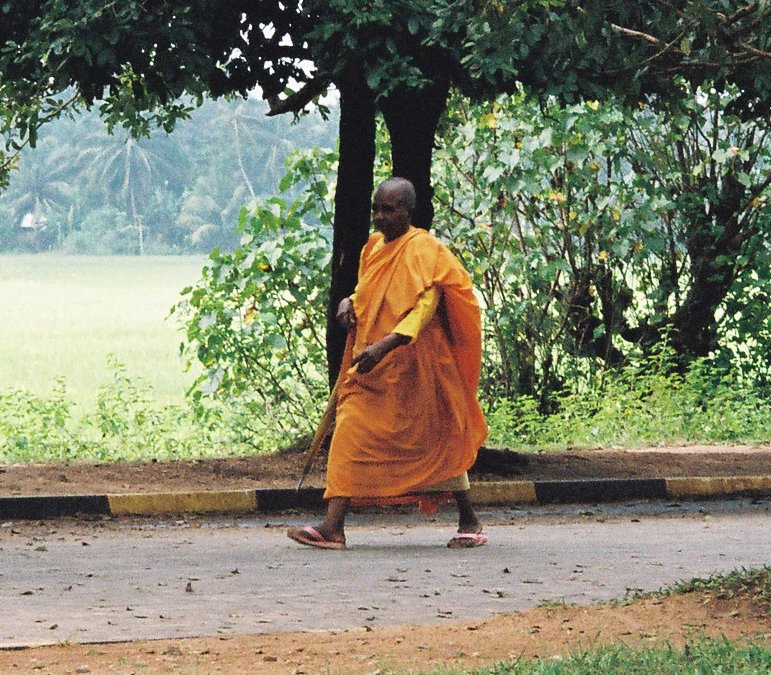
En Buddhistmunk i Sri Lanka.

Bhikshu ("tiggare"), i Indien namnet på en braman i hans sista levnadsskede, då han lämnat hus och hem samt lever av allmosor. Hos buddhisterna betecknar samma ord en person, som avgivit fattigdoms- och kyskhetslöfte samt blivit förklarad helig.